# 知識頻道
知識頻道（瑞典語：Kunskapskanalen）是瑞典一條由瑞典電視台和瑞典教育廣播電台（Sveriges Utbildningsradio）合辦的電視頻道，每日播放時間為上午9時至凌晨1時。這條頻道主要播放各類教育與紀實節目，並會轉播瑞典議會以及歐洲議會舉行的講座和會議。